# 诺德豪森
诺德豪森（德語：Nordhausen，發音：[ˈnɔʁtˌhaʊzn̩] ⓘ）是德国图林根州诺德豪森县的城市，也是诺德豪森县的县治，面积108.24平方千米，2023年12月31日人口为41,233人。

## 友好城市
- 法國 沙勒维尔-梅济耶尔（1978年）
- 德国 波鸿（1990年）
- 以色列 貝特謝梅什（1992年）
- 波蘭 大波蘭地區奧斯特魯夫（1995年）